# Rodolfo Hesso I de Baden-Baden
Rodolfo Hesso de Baden-Baden (h. 1290 - 17 de agosto de 1335) era un hijo de Hesso de Baden-Baden y su esposa, Adelaida de Rieneck. Sucedió a su padre como margrave de Baden-Baden en 1297, y gobernó junto con su tío, Rodolfo III. Desde 1332 hasta 1335, gobernó solo.
Se casó con Juana de Borgoña, Señora de Héricourt, una hija de Reinaldo de Borgoña y viuda del conde Ulrico II de Pfirt.
Rodolfo Hesso y Juana tuvieron dos hijas:
- Margarita (m. 1367), se casó con Federico III de Baden-Baden (m. 1353)
- Adelaida (m. después de 1399), se casó en 1345 con Rodolfo V de Baden-Pforzheim (m. 1361) y en segundo lugar con Walram IV, conde de Tierstein (m. 1386).

Rodolfo Hesso murió en 1335.  Como no tenía herederos masculinos, Baden-Baden fue heredado después de su muerte por su primo, Rodolfo IV de Baden-Pforzheim.